# Sărata (Mihălășeni), Botoșani
Sărata este un sat în comuna Mihălășeni din județul Botoșani, Moldova, România.
 Acest articol despre o localitate din județul Botoșani este deocamdată un ciot. Puteți ajuta Wikipedia prin completarea lui.